# 魔彈理論
魔弹理论是指大眾傳播力量大到令人驚駭，閱聽人很少在與其他人有接觸，並會極度仰賴來自大眾媒介的資訊。20世纪20年代，媒介理论家将佛洛依德学说和行为主义结合起来，形成一种新的宣传理论，即魔弹理论。媒介对人的刺激看作是魔弹打入大脑，能迅速的被受众所接受，直接作用于受众。也有媒介理论家認為媒介内容與针筒類似，将这种理论称为皮下注射理论。

## 產生
早期媒介理论家受行为主义影响，认为受众的行为是独立于意识的，他们放弃对心理活动的研究，只观察环境的刺激和受众具体的行为之间的联系。
佛洛依德将主导行动的人格分为自我，本我，超我三个部分，宣传理论家借用这一理论，对媒介影响力做出了新的解释：宣传如果能唤起本我并刺激本我压倒自我，那么宣传将会取得最好的社会效应。或者，如果一些宣传手段能使超我把个体的人格推向本我的方向，那么人们阴暗、原始的冲动将变得正常。
魔弹理论推断了一些行为主义没能充分证明的东西：外部刺激并非是客观的，而是可以经过宣传家们精心设计的，设计后的外部刺激能使所有受众都按照宣传家所期望的方式行事。比如把正面情绪与自己的国家联系在一起，把负面情绪与敌人联系在一起。结合佛洛依德的学说，宣传家认为普通民众不能抵抗这种力量的影响，因为普通民众缺乏理性的自我调控能力，所以如果媒介形成的刺激和本我一起触发行动，自我和超我将无力阻拦。
因此20世紀初的人們相信控制媒體的人，就能有效控制大眾。

## 发展
1938年10月的“火星人入侵”事件，原本是一个万圣节玩笑，但却造成了数个城市的混乱。二战时纳粹所进行的宣传，也为魔弹理论提供了很好的例证，魔弹理论在当时的社会环境下，很快成为这一时期主流的传播理论。
拉斯韦尔发展了这一理论，他本人反对魔弹理论中将宣传过程简单化的做法，认为宣传不仅仅是通过媒介向受众撒谎以达到控制的目的，而是宣传家将自己的观念和行为进行精心的谋划后，再将其传播出去，这是一个长期的计划，受众需要缓慢的准备过程，传播者会耐心的引入新观念和新意向加以培养，最终形成拉斯韦尔所说的主导或集体符号。这一理论为宣传预设了一个长期和复杂的条件作用过程，他认为一两个极端分子发布的讯息不会造成重大影响。拉斯韦尔的理论否定了“大众传播直接作用于受众”的说法，后来被称为有限效果理论。
魔弹理论实际也是在将大众传播对社会所造成的放大，大众传播的力量经过魔弹理论的修饰更被人们所畏惧，于是开始讨论如何控制大众媒体的问题。拉斯韦尔，马森特，李普曼等都据此提出了自己的看法。